# The New School
The New School is een universiteit in New York in de Verenigde Staten. De particuliere universiteit vierde in 2019 haar honderdjarig bestaan en bevindt zich met zeven hoofdfaculteiten in verschillende gebouwen rondom Union Square in de wijk Manhattan.

## The New School for Social Research
The New School for Social Research is de naam waaronder het instituut tot 1997 bekend was. Van 1997 tot 2005 was de naam: 'New School University'.
De school werd in 1919 opgericht door een groep pacifistische intellectuelen die zich aan de Columbia University buitengesloten voelden. De oprichters waren: Charles A. Beard, John Dewey, Wesley Clair Mitchell, Alvin Saunders Johnson, James Harvey Robinson en Thorstein Veblen.
Binnen het instituut bestaat een traditie wat betreft de combinatie van vooruitstrevende Amerikaanse mentaliteit met kritische Europese filosofie. De band met Europa, die al steeds bestond, kreeg in de jaren dertig en in 1940 uitdrukking in de aanstelling van circa honderdtachtig intellectuelen en wetenschappers die Europa hadden moeten ontvluchten, bijvoorbeeld Claude Lévi-Strauss en Roman Jakobson. Ze vonden een plek binnen de door o.m. Jacques Maritain met steun van de Vrije Fransen en de Belgische overheid binnen The New School opgerichte École libre des hautes études.
In 1940 richtte Erwin Piscator een studie drama in waar onder anderen Tennessee Williams, Marlon Brando, Tony Curtis en Harry Belafonte studeerden.

## Faculteiten
- The New School for Social Research, 1937
- Parsons The New School for Design, 1896
- Eugene Lang College The New School for Liberal Arts, 1978
- Mannes College The New School for Music, 1916
- The New School for Jazz and Contemporary Music, 1986
- The New School for Drama, 2005
- The New School for Public Engagement, 2011

## Afbeeldingen

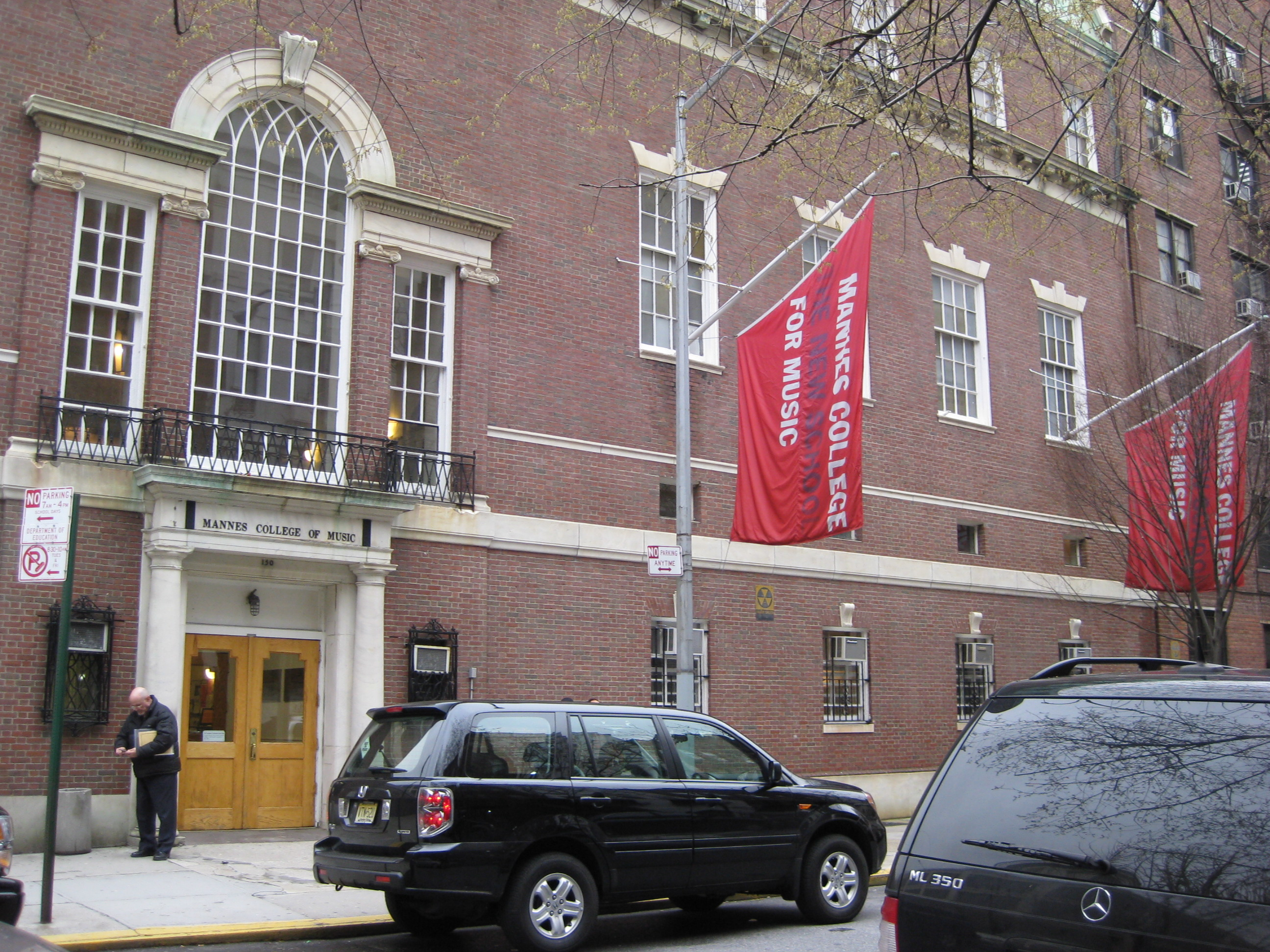
Mannes College The New School for Music
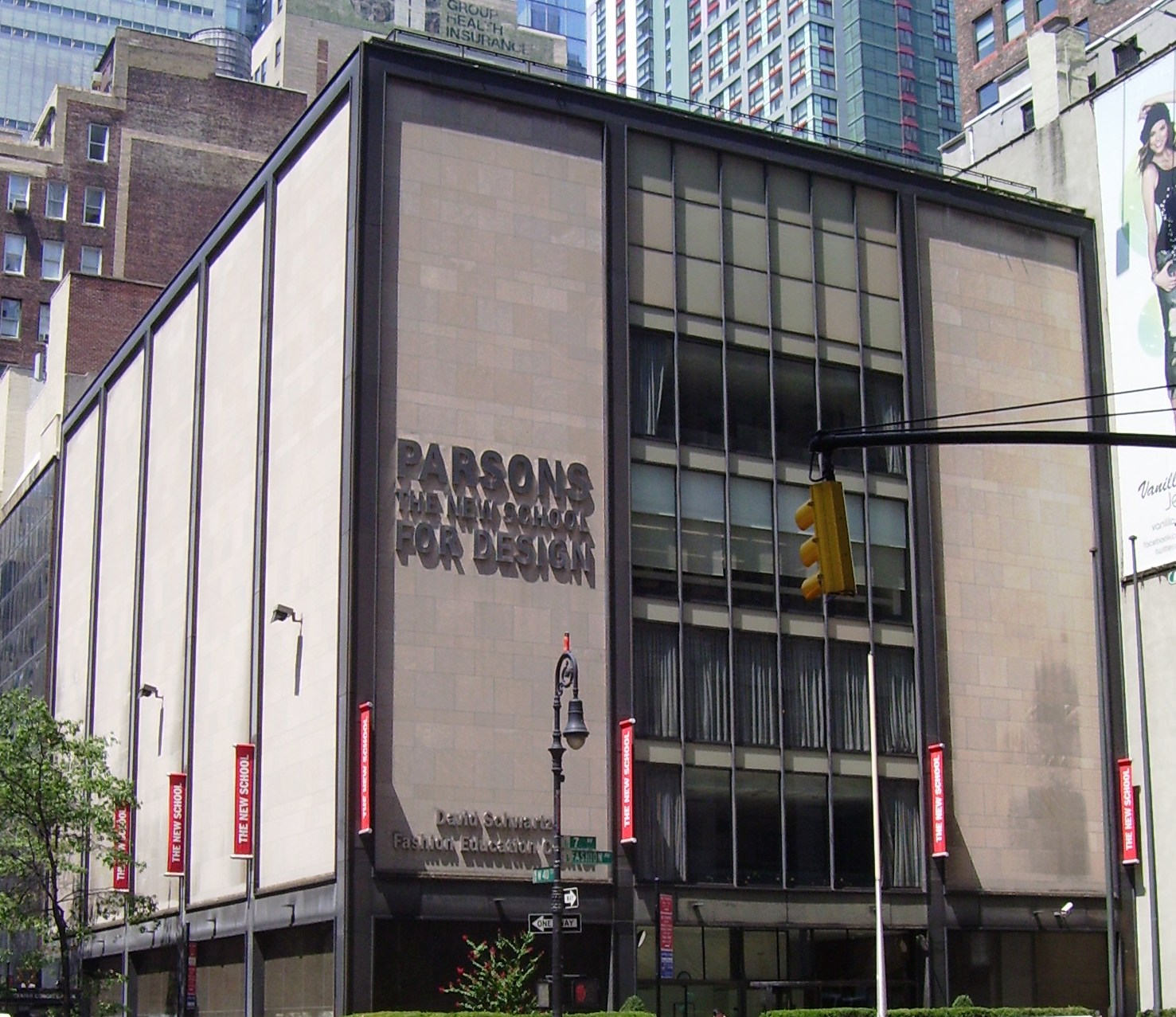
Parsons The New School For Design
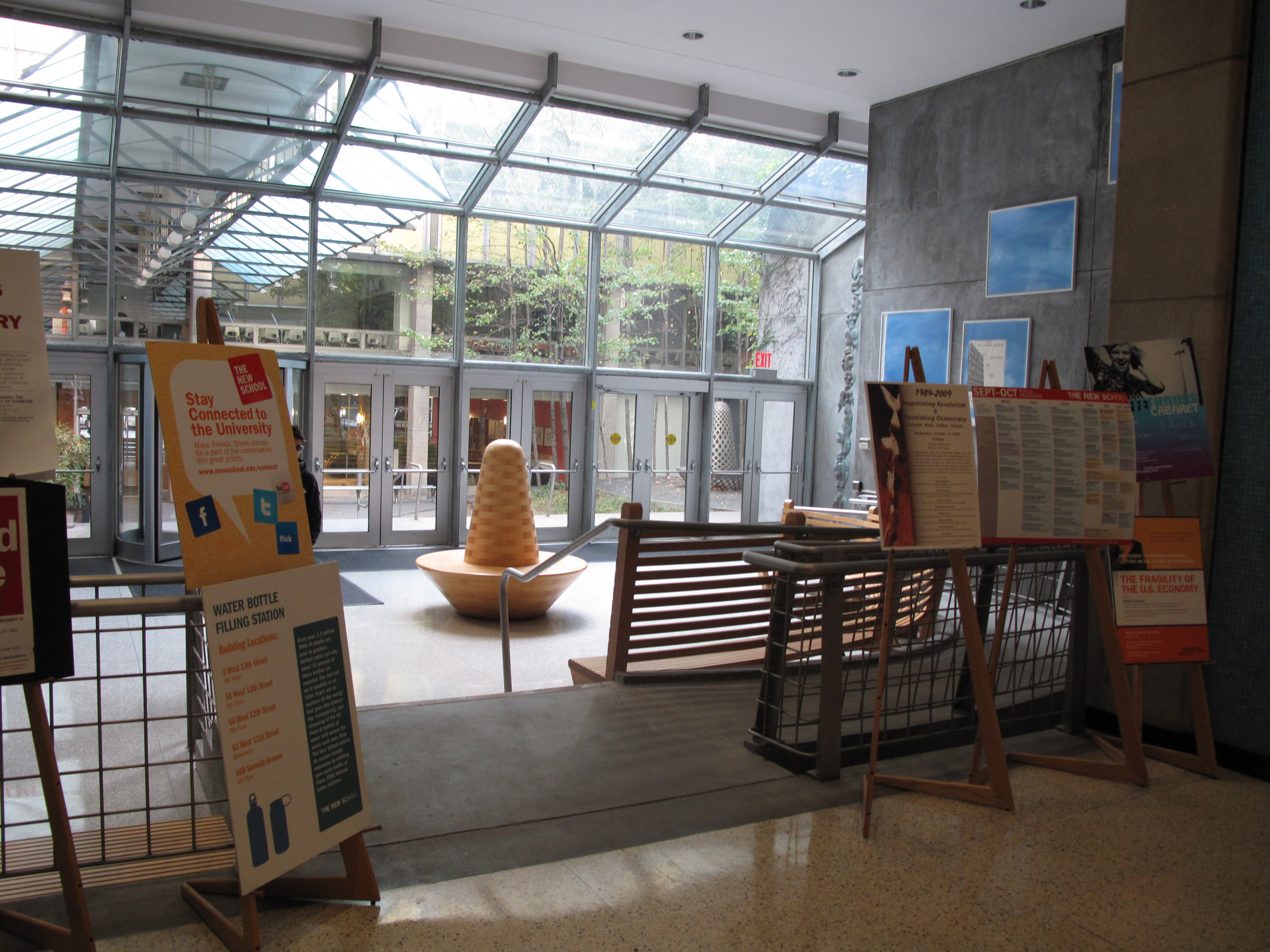
Interieur van The New School
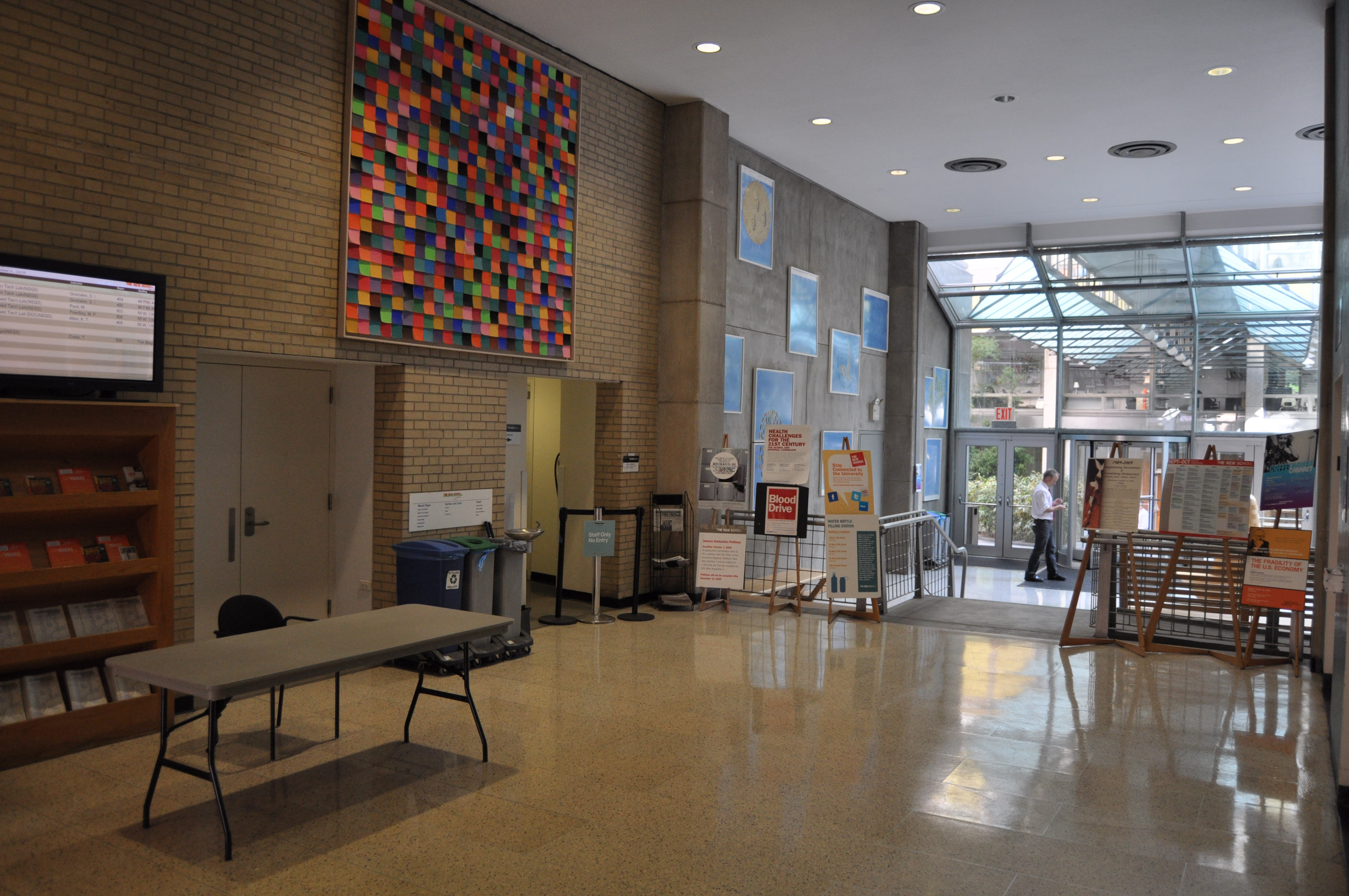
Interieur van The New School

## Oud-studenten en professoren
In de lange lijst van alumni en professoren bevinden zich:
academiciHannah Arendt, Stefan Bauer-Mengelberg, Franz Boas, Judith Butler, Jacques Derrida, John Dewey, William Du Bois, Sándor Ferenczi, Betty Friedan, Erich Fromm, Jürgen Habermas, Eric Hobsbawm, bell hooks, Roman Jakobson, Hans Jonas, John Maynard Keynes, Paul Kurtz, Claude Lévi-Strauss, Ernest Mandel, Margaret Mead, Franco Modigliani, Lewis Mumford, Reinhold Niebuhr, Wilhelm Reich, Frank Roosevelt, Bertrand Russell, Alfred Schütz, Leo Strauss, Charles Tilly, Thorstein Veblen, John Broadus Watson, Max Wertheimer, Slavoj Žižek
acteursWoody Allen, Beatrice Arthur, Jason Bateman, Tony Curtis, Bradley Cooper, Paul Dano, Elisa Donovan, Jesse Eisenberg, Peter Falk, Ben Gazzara, Jonah Hill, Ron Leibman, Walter Matthau, Austin Pendleton, Kevin Smith, Rod Steiger, Elaine Stritch, Shelley Winters
beeldend kunstenaarsJosé de Creeft, Fritz Eichenberg, Dan Flavin, Adolph Gottlieb, Edward Hopper, Jasper Johns, George Maciunas, Piet Mondriaan, Norman Rockwell, George Trakas, Garry Winogrand
modeontwerpersBill Blass, Tom Ford, Marc Jacobs, Donna Karan
musiciHarry Belafonte, John Cage, Aaron Copland, Ani DiFranco, Bohuslav Martinů, Matisyahu, Brad Mehldau, Danielle de Niese, Jake Shears, Alex Skolnick, Sufjan Stevens, Ernst Toch, Rob Zombie
politiciMartin Bosma, Hage Geingob, Dennis de Jong, Shimon Peres, Leticia Ramos-Shahani, Eleanor Roosevelt
schrijversW.H. Auden, James Baldwin, André Breton, William F. Buckley jr., Robert Frost, Robert Heilbroner, Christopher Hitchens, Jack Kerouac, Jamaica Kincaid, Tuli Kupferberg, Ernesto Laclau, Julia Kristeva, Adam Michnik, Mario Puzo, William Styron, Jose Garcia Villa, Tineke Vroman, Tennessee Williams
overigeMartha Graham, James Harvey Robinson, Erwin Piscator, Frank Lloyd Wright